# Thomas Kennedy (cestista)
Thomas Early Kennedy (Detroit, 17 maggio 1987) è un cestista statunitense naturalizzato giapponese.